# Кала (время)

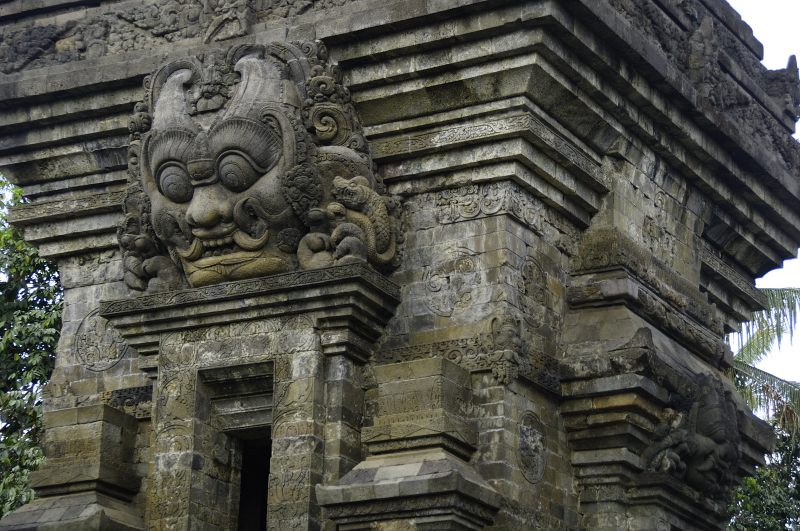
Барельеф с изображением головы Калы над воротами индуистского храма на острове Ява.

Ка́ла (IAST: Kāla) — санскритское слово, означающее «время». В индуизме персонификацией цикличности времени выступает божество Кала. В индуизме и других индийских религиях цикличность времени метафорически представляется в виде калачакры («колеса времени»). Другое значение слова «кала» — это «чёрный», «тёмный», «тёмно-синий».
Мирча Элиаде отмечает, что Время черно из-за его суровости, беспощадности и бессмысленности. Живущие под господством Времени испытывают всевозможные страдания, и освобождение достигается в результате уничтожения Времени, избавления от закона непостоянства. Словом «кала» имеет ассоциативную связь с именем богини Кали.
Калу обычно отождествляют с Шивой, но иногда и с Ямой, Брахмой или Вишну. Кала — это также одно из имён Шивы.
В ритуалах шайва-сиддханты части тела Шивы, которые адепт проецирует на собственное тело последством повторения мантр, называются калами.
В яванской мифологии, Кала — это бог разрушения и супруг Дурги. Калу там изображают как гиганта, рождённого из семени царя богов Батхары. В Боробудуре ворота украшает гигантская голова Калы, делая их похожими на его огромную пасть. Такого рода украшения ворот и дверей можно часто встретить в яванском буддийском искусстве.
Кала — это также древнеиндийская единица измерения времени, равная 144 секундам.